# Znaki kartograficzne
Zasugerowano, aby zintegrować ten artykuł z artykułem Znaki topograficzne (dyskusja). Nie opisano powodu propozycji integracji.
Znaki kartograficzne to umowny zestaw znaków używanych na mapie, służący do przedstawiania różnych zjawisk, zdarzeń i obiektów. W zależności od dokładności i rodzaju mapy są to różne znaki. Znaki kartograficzne przeważnie utożsamia się z sygnaturową metodą prezentacji kartograficznej. Przykładowe znaki kartograficzne to: rzeka (niebieska linia), las (zielona przestrzeń) lub np. hotel (litera H w domku). Do znaków kartograficznych zalicza się również m.in. poziomice.